# 零式小型水上偵察機
零式小型水上機 (E14Y)，也被稱為零式小型水上偵察機 ，原本是由空技廠所開發出來的十二試潜水艇用偵察機 ，在1940年代 (昭和 15年)12月由日本海軍作為武器而採用，專門搭載於潜艇的 水上飛機。符號簡稱為E14Y。盟軍代号为"幽谷"(Glen)。是唯一在第二次世界大戰期間對美国本土實行轟炸的知名飛機。

## 發展和生產
1937年 (昭和12年)，做為九六式小型水上機(E9W)的後繼機，海軍開始徵求十二試潛水艇用偵察機的發展計畫，而由海軍航空技術廠提出的E14Y1原型機，與E9W的製造商渡邊鐵工所推出的E14W1進行競爭。

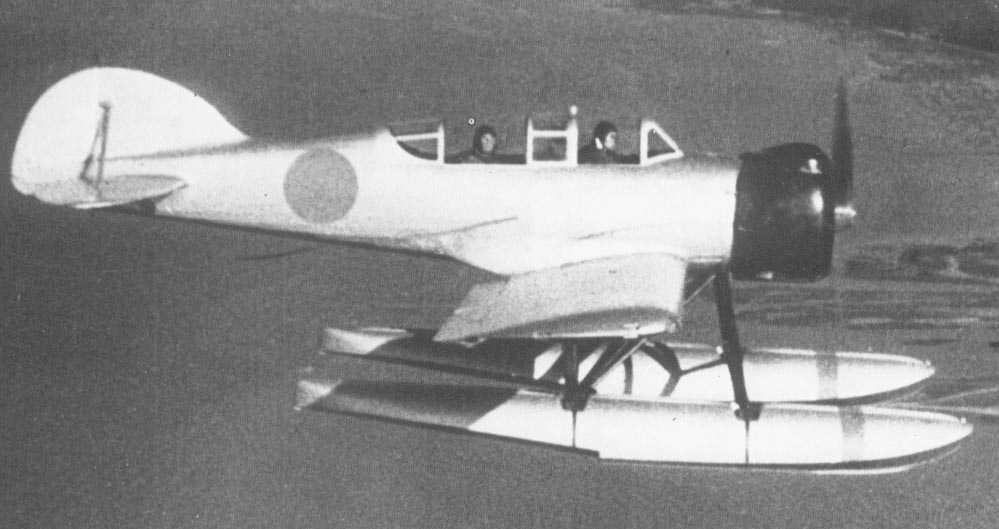
試飛中的E14Y1，可見到垂直尾翼形狀與量產機不同

E14Y1於1938年 (昭和13年)進行第一次飛行。機體是由木頭金屬混合製成的骨架上鋪上布製蒙皮，擁有兩個金屬製浮筒的單翼機。為了考慮儲存於潛艇的格納庫，垂直尾翼的後半高度刻意降低，另外為了讓主翼的折疊與浮筒、支柱類的結合變得容易，下了各種各樣的功夫。因此，本機從開始組裝到可以出發，僅需要10分鐘多一點的時間。
E14Y1後來終於擊敗了E14W1，在1940年(昭和15年)12月獲得正式採用為武器。但是原型機起初因為重量過重使得穩定性變差，並且使得續航力降低，續航距離甚至不如舊款的E9W，在持續進行多次改良修正之後才正式量產。正式生產則是交由九州飛機來進行，包括原型機E14Y1(垂直尾翼造型不同的款式)在內，總共生產了126機。
E14Y根據1940年的內令規定命名為「零式一號小型飛行機一型」，不過在1942年時，根據「昭和17年内令兵第25號」而改稱為「零式小型水上機一一型」。

## 操作運用
零式小型水上偵察機是以搭載於巡潛甲型之上，進行重要地點偵查為目的而開發的，在後續的巡潛乙型上也有搭載。搭載於這些潛體上的本機，以伊10的搭載機在戰前的1941年(昭和16年)11月對於斐濟群島的偵查為首，開戰後的1942年2月14日對於珍珠灣等偵查等等，在南方與千島方面的偵察也相當活躍。從搭載本機的潛艇的紀錄上來逆推算，一共進行了52次的偵查作戰，其中有48次成功，而其中有40次也成功地收回了機體。
因為戰局逐漸不利於日本，潛艇的活動範圍變得越來越狹窄，本機也就失去了可以運用的場合。伊10的搭載機在1944年(昭和19年)6月12日進行的馬久羅(馬紹爾群島)美軍停泊地的偵查，是本機最後的運用紀錄。另外隨著母艦的潛艇被擊沉，一起葬身海底的機體也相當多，終戰時總共留下了17機。。

## 空襲美國本土

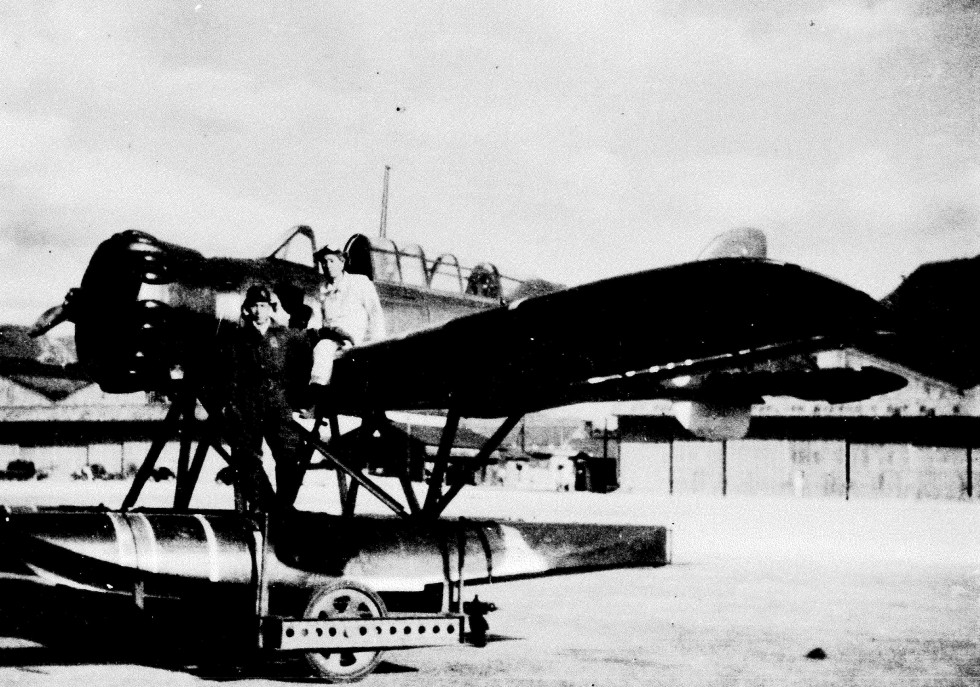
空襲俄勒岡州的E14Y機組員

令該機聲名大噪的，就是在1942年(昭和17)9月9日，伊25的使用該機在俄勒岡州的布魯金斯市附近的埃米利山投下了兩次燃燒彈，引發了森林火災，美方稱為「瞭望台空襲(Lookout Air Raids)」。這不只是在二戰期間，也是到目前為止唯一以軍用機攻擊美國本土成功的例子。然而布魯金斯市因為前幾天下雨潮濕，而使火災未能擴大，所以幾乎沒有造成任何損害。但是日機攻擊本土仍對於美國人民造成的心理影響相當大，除了造成珍珠港事變以來再次的國內反日情緒之外，更成為當時美國政府大量監禁日裔美人計畫的最佳藉口。
比較諷刺的是，戰後該機的飛行員藤田信雄(該機偵查員奧田省三當時已亡故)在1962年時接受了美國政府的特別招待，到布魯金斯市去參訪，還受到英雄式的歡迎。

## 性能規格
- 長度：8.53m
- 寬度：10.98m
- 高度：3.39m
- 主翼面積：19.00 米 2
- 全備重量：为1,450公斤
- 最大速度：246公里/小时

- 乘員：2人

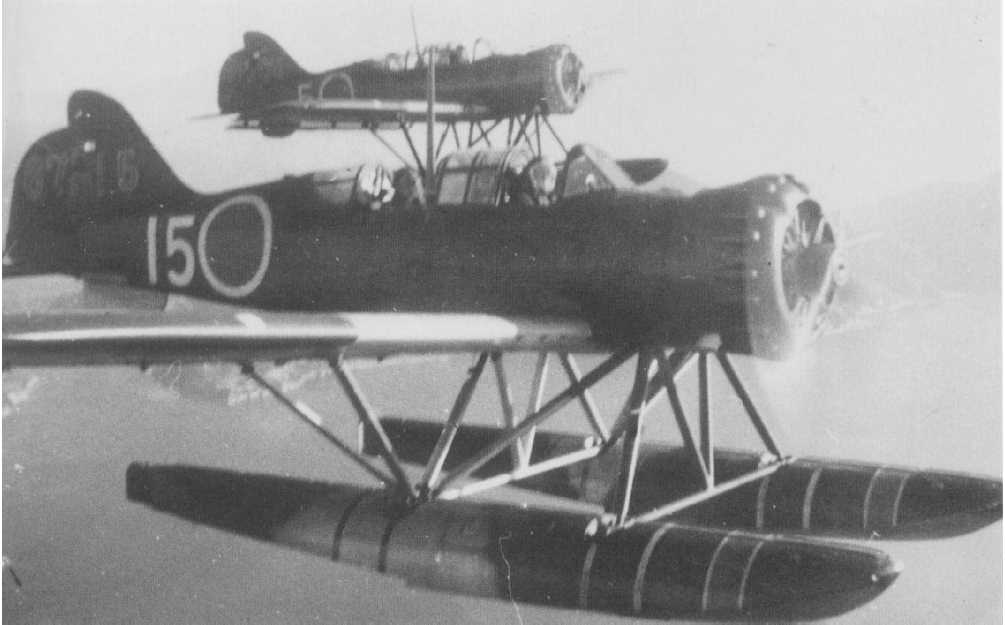
兩機編隊飛行中的E14Y

- 發動機: 日立"天風"12型氣冷星形9汽缸，340hp
- 續航距離：882里
- 實用上升高度： 5,420m
- 爬升率：10'11"/3000米
- 武装:
  - 7.7毫米機槍×1
  - 60公斤炸彈

## 關連項目
- 藤田信雄(日文) （页面存档备份，存于）
- 伊25(日文) （页面存档备份，存于）

## 脚注
1. ↑  "Surviving Glens Discovered at Kwajalein." Aviation History, November 2008.
2. ↑  Francillon 1979，第453.頁
3. ↑  『帝国海軍艦上機・水上機パーフェクトガイド』 (2006)]]、p.103
4. ↑  野原茂 『日本の水上機』 光人社、2007年、初版。ISBN 978-4-7698-1337-8。
5. ↑  『日本海軍水上偵察機』 文林堂〈世界の傑作機〉、1994年。
6. ↑  . www.rarenewspapers.com. 舊金山紀事報.   [2022-06-13]. （原始内容存档于2022-06-17）.
7. ↑  倉田耕一『アメリカ本土を爆撃した男―大統領から星条旗を贈られた藤田信雄中尉の数奇なる運命』（2014年9月、毎日ワンズ）ISBN 978-4901622806